# ルイーズ・ナーディング
ルイーズ・ナーディング（Louise Nurding、1974年11月4日 - ）は、イギリスの女性歌手。結婚後、ルイーズ・レドナップ（Louise Redknapp）と姓が変わった。
ソロ・デビュー後のアーティスト名は単にルイーズ（Louise）のみ。

## 経歴
ロンドンに拠点を置く女性ボーカル・グループ、エターナルのメンバーとしてデビュー。シングル「ステイ」などのヒットによって人気となり、メンバー4人中唯一の白人（他の3人は黒人）として脚光を浴びる。1993年より1994年にわたるデビュー・アルバム『オールウェイズ&フォーエヴァー』からの一連のヒットで、イギリスの女性のみのグループとしてはじめて100万枚のセールスを記録する。
1995年に彼女はバンドを脱退して、1996年にソロ・デビューを果たす。アルバム『ネイキッド』や、収録曲からのシングルが立て続けに全英トップ20位以内のヒットを記録し、ブリット・アワードに何回もノミネートされる成功を収める。
1998年、イングランド代表のサッカー選手ジェイミー・レドナップとカリブ海諸島で結婚した。
2001年、さらなる多くの音楽的成長を試みた後に、ベスト・アルバム『ザ・ベスト・オブ・ルイーズ〜チェンジング・フェイセズ』がリリースされた。
2002年、2002UKワイドツアーを完了し、テレビ番組『CD:UK』などにも出演。
2003年、全英トップ5位のシングル「Pandora's Kiss」をリリース。
2004年5月27日、イギリスの男性誌『FHM』が選ぶ「この10年で最もセクシーな女性」に選ばれる。子宮内膜症の手術を乗りこえ妊娠。同年7月27日に息子チャーリー・ウィリアムが誕生した。
2019年3月、同年10月に4作目となるアルバム『Heavy Love』をリリース予定であることが発表され、13年ぶりとなる新曲「Stretch」がリリースされる。その後も「Small Talk」「Lead Me On」「Breaking Back Together」と立て続けに新曲をプロモリリースするが、商業的な成功には至らなかったことからオリジナル・アルバム『Heavy Love』のリリースが2020年に延期されることが発表された。
2019年10月、新曲「Not The Same」がリリースされた。
2020年1月16日、4作目のアルバム『Heavy Love』をリリース。

## ディスコグラフィ

### スタジオ・アルバム
- 『ネイキッド』 - Naked (1996年、EMI)
- 『ウーマン・イン・ミー』 - Woman In Me (1997年、EMI)
- 『エルボウ・ビーチ』 - Elbow Beach (2000年、EMI)
- Heavy Love (2020年、Warner/Lil Lou)

### コンピレーション・アルバム
- 『ザ・グレイテスト』 - The Greatest (1998年、EMI) ※日本のみ
- 『ザ・ベスト・オブ・ルイーズ〜チェンジング・フェイセズ』 - Changing Faces – The Best of Louise (2001年、EMI)
- Finest Moments (2002年、EMI)